# Iwaki Football Club
Iwaki Football Club (em japonês:  いわきフットボールクラブ - Iwaki Futtobōrukurabu) é um clube de futebol japonês, com sede em Hirono, na prefeitura de Fukushima. Atualmente compete na J2.League, a terceira divisão nacional

## História
Fundado em 2012, obteve o reconhecimento oficial no ano seguinte, e ganhou destaque quando a Under Armour passou a apoiar o clube e ajudá-lo a subir na sistema de ligas do Japão. O interesse em acompanhar a equipe aumentou, com as chances de tornar a cidade de Iwaki a "capital do futebol da região de Tohoku".
Em 2016, um novo Centro de Treinamento foi inaugurado, enquanto a sede do clube saiu do papel em maio de 2017 Até 2019, jogava as ligas regionais da região de Fukushima e Tohoku e chegou à Japan Football League em 2020. Em 2021, sob o comando de Yuzo Tamura (ex-jogador do Shonan Bellmare), o Iwaki obteve o acesso à J3. Para a disputa da terceira divisão, a equipe utilizará o Arigato Service Dream Stadium (pertencente ao FC Imabari) para mando de seus jogos.
Na Copa do Imperador, seu melhor desempenho foi em 2017, quando chegou até a terceira fase após eliminar o Norbritz Hokkaido e o Consadole Sapporo, sendo eliminado pelo Shimizu S-Pulse.